# Renealmia stenostachys
Espèce
Renealmia stenostachys K.Schum.est une espèce de plantes de la famille des Zingiberaceae et du genre Renealmia.

## Description
Plante vivace, le pétiole de la feuille mesure entre 1,5 et 3 cm de long. Les feuilles sont oblancéolées (les proportions sont les mêmes que pour la feuille lancéolée c'est-à-dire environ 3 fois plus longue que large mais la feuille est la plus large au-dessus de son milieu).

## Répartition et habitat
Cette plante se trouve en forêt tropicale en Afrique. Elle préfère les sols humides. 